# Совка озима
Совка озима (Agrotis segetum)  — метелик, один з найнебезпечніших шкідників сільськогосподарських культур, її гусениці живляться рослинами понад 50 видів. В Україні живе по всій території, найбільшої шкоди завдає в Лісостепу і південно-західних областях. Вагомий внесок у вивчення біології цього виду та розробку методів боротьби з ним зроблений М. В. Курдюмовим.

## Морфологічні ознаки
Метелик у розмаху крил 34-45 мм. Передні крила буро-сірі, інколи блідо- або майже чорно-бурі, з двома темними плямами посередині — меншою круглою і більшою ниркоподібною. На межі основної третини крила є тонка подвійна темна хвиляста лінія з маленькою невиразною клиноподібною плямою посередині. Тіло такого самого кольору, як і крила. Задні крила самців білі, з темними жилками, у самок бурувато-сірі. Вусики самців до 1/3 довжини гребінчасті, у самок щетинкоподібні. Гусениця завдовжки до 50 мм, сіра, блискуча, з слабким зеленуватим відтінком, з дрібною шагреніровкою шкіри. Голова рудувата. Потиличний щиток бурий, з світлою смужкою посередині. Лялечка довжиною 16-20 мм, блідо-коричнева, блискуча, з двома шипами на кінці черевця. Яйце напівкулясте, ребристе, довжиною 0,48-0,53 мм, спочатку біле, потім бурувате. 

## Життєвий цикл
Звичайно розвивається у двох поколіннях. Зимують гусениці останнього віку на глибині 20-25 см. Навесні вони піднімаються у верхній шар ґрунту і заляльковуються там у земляних печерках. Літ метеликів починається в другій декаді травня. Після додаткового живлення нектаром квіток самиці відкладають на сухі рештки рослин, стебельця, корінці бур'янів і культурних рослин чи просто на землю яйця, по 2-5 у кладці. Одна самиця відкладає 400–500, зрідка — до 2200 яєць. Через 6-12 днів з них відроджуються гусениці, які в І-II-му віках тримаються на рослинах, а починаючи з III віку, живуть приховано у верхньому шарі ґрунту та під грудочками землі. 

## Шкодочинність
Найнебезпечніші гусениці першого покоління, які пошкоджують сходи і молоді рослини цукрових буряків, соняшника, кукурудзи, проса та ін. Гусениці другого покоління живляться сходами і молодими рослинами озимої пшениці й жита, а також літніх посадок картоплі та посівів бобових трав. 

## Боротьба
Велике значення в обмеженні чисельності шкідника мають численні комахоїдні птахи, хижаки та паразити, зокрема яйцеїд-трихограма, яку використовують для біологічного методу боротьби з совками.